# Karl Ferdinand von Buol
Karl Ferdinand von Buol (en alemán: Karl Ferdinand Graf von Buol-Schauenstein; 17 de mayo de 1797 - 28 de octubre de 1865) fue un diplomático y hombre de estado austriaco, quien sirvió como Ministro de Exteriores del Imperio austriaco entre 1852 y 1859.

## Biografía
Buol nació en Viena, siendo un vástago de una familia noble Grisona que descendía de Fürstenau (Suiza). Su padre Johann Rudolf von Buol (m. 1834) entre 1816 y 1823 dirigió la delegación austriaca en el Bundesversammlung de la Confederación Germánica.
Se unió al servicio de exteriores austriaco y sirvió sucesivamente como enviado a Baden en Karlsruhe (1828-1838), a Wurtemberg en Stuttgart (1838-1844), a Cerdeña-Piemonte en Turín (1844-1848), a Rusia en San Petersburgo (1848-1850), a la conferencia ministerial germana de Dresde 1850/51, y al Reino Unido en Londres (1851-1852). Fue creciendo su estrecha asociación con el Ministro-Presidente, el Príncipe Félix de Schwarzenberg, y cuando Schwarzenberg repentinamente murió en abril de 1852, Buol lo sucedió como ministro de exteriores, aunque no como Primer Ministro, ya que el propio emperador Francisco José tomó ahora un mayor rol de dirección de los asuntos del gabinete que antes.  
Como ministro de exteriores, Buol pronto tuvo que tratar con la crisis del Cercano Oriente que surgió a principios de 1854 en la Guerra de Crimea, ya que Francia y Gran Bretaña declararon la guerra a Rusia en un esfuerzo por apoyar al Imperio otomano. En esta crisis, la posición de Austria era frágil. La intervención de Rusia para suprimir la Revolución húngara de 1848, y la subsiguiente intervención de parte de Austria contra Prusia que llevó al Tratado de Olmütz en 1850, puso a los austriacos substancialmente en deuda con el zar Nicolás I. Además, por las posiciones geográficas involucradas significaba que en caso de guerra con Rusia, Austria, incluso si iba aliada con Francia y Gran Bretaña, soportaría la peor parte de la lucha. Por otra parte, el control ruso permanente de los Principados danubianos (después parte de Rumania) pondría en peligro la posición estratégica de Austria, y los austriacos se oponían generalmente a cualquier expansión de la influencia rusa en los Balcanes. Así, Buol intentó de buscar una posición intermedia, intentando mediar entre las partes beligerantes.
Pronto, no obstante, esto probó no ser suficiente, y Buol, que era considerado en Austria como anglófilo, se puso más claramente con las potencias occidentales. Se envió un ultimátum a Rusia pidiendo que evacuara los Principados. Los rusos accedieron, y Austria ocupó los Principados por el resto de la guerra. Esta traición percibida de los austriacos aseguró la enemistad eterna del zar, pero demostró no ser suficiente para satisfacer a las potencias occidentales. A medida que el conflicto se prolongaba a 1855, Buol envió otro ultimátum a Rusia, esta vez pidiendo que accediera a los términos franceses y británicos, o debería enfrentar una guerra con Austria. Esta vez los rusos, ahora bajo el zar Alejandro II, accedieron, y los preliminares acuerdos de paz fueron firmados en Viena ese mismo año. 
La política de Buol en la guerra de Crimea había logrado mantener a Austria fuera de la guerra, pero la había dejado muy aislada. Rusia, el único aliado confiable de Austria, había sido completamente alineada, mientras que los franceses y británicos no se habían impresionado por el fracaso de Austria de entrar en la guerra de su lado, y continuaban oponiéndose a la influencia austriaca en el italiano Reino de Lombardía-Venecia. Los franceses, deseosos de formar un entente con los rusos tras la guerra, también se encargaron de oponerse a los proyectos austriacos en los Balcanes. Los prusianos, como siempre, exigían un alto precio en términos de aquiescencia austriaca a la dominación prusiana del norte de Alemania, a cambio de cualquier apoyo a sus vecinos alemanes. 
Las consecuencias de esto quedarían claras en 1859. Ahora Camillo di Cavour, el Primer Ministro de Cerdeña-Piemonte, ansioso por incitar a los austriacos a una guerra en la cual sabía que tendría el apoyo de Francia, dio pie a una serie de provocaciones contra la posición austriaca en Italia. Aunque Buol y los austriacos en un principio se mostraron imperturbables, hasta el punto que Cavour y su aliado, el emperador Napoleón III de Francia, temieron que no podrían tener su guerra, Buol pronto les dio lo que querían mediante un torpe ultimátum pidiendo la desmovilización piemontesa. La guerra con Cerdeña que siguió demostró ser desastrosa para la posición austriaca en Italia, pero el propio Buol fue depuesto en mayo de 1859, por los pasos en falso que habían provocado la guerra.
Buol pasó el resto de su vida retirado y murió en 1865 en Viena, a la edad de 68 años.